# Lausenite
La lausenite è un minerale.